# Pocreaca, Iași
Pocreaca este un sat în comuna Schitu Duca din județul Iași, Moldova, România.

## Istoricul localitații
„..puține locuri îmi sînt mai duios cunoscute decît acest ținut al Vasluiului”afirma N.Iorga în urmă cu peste o sută de ani.*
Am luat în considerare, ca prim punct de sprijin în afirmațiile ce privesc istoria satului Pocreaca, datele extrase din monografia semnată de inginerul hotarnic V. Al. Maxinoiu, trimis de Sfânta Mitropolie a Moldovei și Sucevei în satul Pocreaca, în anul 1938, pentru a întocmi documentația și măsurătorile terenurilor agricole deținute de parohia bisericii din sat, în urma împroprietăririlor făcute prin Legea rurală din anul 1864 și prin Legea agrară din anul 1919.
La această dată (anul 1938), autorul monografiei succinte din documentul mai sus menționat constată că “Pocreaca este un sat vechi, înstărit, format din răzeși.” Satele Pocreaca, Trestiana, Poiana Milu sau Cârnului și Slobozia Milu, formau la un loc comuna Pocreaca. În scurtul istoric autorul arată că “în anul 1670 descendenții răzeșilor împroprietăriți odată cu Burgel-Șoimanu și-au strămutat gospodăriile și tot avutul mai la nord cu 2 km de satul lor într-un loc mai prielnic și ferit, mai în inima codrului. Satul vechi părăsit de răzeși se numea Popești și era așezat la locul numit Prisaca. Numele și-l trage de la locul denumit “P’o cracă”.
Așezarea satului mai în inima codrului și în vecinătatea mănăstirii Dobrovățului, a scutit răzășii mai târziu de jafurile și silniciile făptuite de beneficii fanarioți păstrându-și răzășiile și drepturile până în zilele noastre.”  Autorul nu indică sursele documentare folosite.
Mai târziu, peste mai mult de un sfert de veac, în anul 1965, în scurta prezentare istorică a satului întocmită de preotul parohiei Pocreaca, Constantin Popescu, ne este povestită “legenda” astfel :
“Pocreaca este sat vechi, razășesc așezat pe valea pârâului cu același nume. Începutul satului nu se cunoaște. Se crede că numele i-ar veni de la unul din primii locuitori, pe care l-ar fi chemat Pocrea sau Pocriș, sau de la poziția unde se află satul, fiind așezat între dealuri și acoperit de păduri și livezi ca de un pocriș. De aceea se zice că la începutul lui ar fi avut și numele de Pocrișa. 
Vatra satului a fost de la început unde este și astăzi. O parte din răzeși s-au stabilit la început mai la sud, spre Pribești și aceștia erau Popeștii-Pocrecii, iar alții pe valea pârâului Trestiana, ca primi locuitori ai satului Trestiana.”
O legendă transmisă pe cale orală, culeasă de la preotul Zamfir Enea, aflat la o vârstă venerabilă în anul 2002, fost preot paroh în parohia Pocreaca între anii 1949 - 1952, spune astfel :
“Voievodul Moldovei, Ștefan cel Mare, fiind în urmărirea tătarilor dinspre Dobrovăț spre est, ajungând pe dealul de vest al satului Pocreaca, a văzut valea satului acoperită de coroanele stejarilor bătrâni și a numit-o « pocriș » - capac - pentru că îi făcea imposibilă vederea directă a dușmanilor fugari.”
Nicolae Iorga afirma că “toate satele vreau să se tragă din strămoși dăruiți de Ștefan pentru vitejie”, ceea ce exprimă un posibil adevăr, cunoscută fiind dragostea puternică rămasă peste veacuri în sufletul poporului pentru marele voievod, devenit mare și sfânt, canonizat, însemnat și sărbătorit de calendarul creștin ortodox.
Depășind legendele și mergând pe firul documentelor istorice găsim urme ale locuirii acestei vetre de sat din cele mai vechi timpuri. Descoperirile arheologice făcute prin cercetări realizate în anii 1940, 1951, 1952, 1965, 1971, 1981, 1983 dar și în perioada 1991-1994 pe teritoriul satului Pocreaca dau mărturii ale locuirii acestei vetre de sat încă din epoca neolitică (aprox. sec. IV î.e.n.).
Astfel în Repertoriul arheologic al jud. Iași, alcătuit de cercetătorii Vasile Chirica și Marcel Tanasachi sub egida Institutului de arheologie și istorie “A. D. Xenopol” din Iași sub redacția lui Vasile Chirica, sunt înscrise toate datele referitoare la descoperirile arheologice realizate în județul Iași și deci inclusiv pe raza actualei comune Schitu Duca, respectiv a localității Pocreaca, după cum urmează :
- “în marginea nordică a satului Pocreaca se află : “LXV La Cetate – Cetățuia (14). La nord de sat, din dealul Burduganul se desprinde un pinten cuprins între pâraiele Pocrecuța la Vest și Nemțoaica la Est, pe care au fost depistate două șanțuri paralele, aparent cu val. Pe suprafața acestui pinten a fost descoperită o așezare de înățime Cucuteni A și AB, suprapusă de o locuire hallstattiană tip Cozia, cu o ceramică decorată cu torți cu buton și cu torques11 – motive unghiulare, uneori umplute cu alb. În aceeași zonă, la intrarea Cetățuii s-au găsit alte fragmente ceramice hallstattiene, precum și un topor plat din gresie, lustruit pe toate fețele. După opinia lui A. C. Florescu, cele două valuri de pe Cetățuia ar putea să nu fie contemporane, al doilea aparținând unei locuiri prefeudale.
- “pe coasta vestică a dealului Burduganul în fața Cetățuii, spre locul numit Ciobănești, fragmente ceramice hallstattiene, unele cu decor imprimat sau incizat, cu motive geometrice.
- “pe dealul Burduganul, pe coasta sa de est, numită și Nemțoaica așezare hallstattiană tip Cozia, cu ceramică decorată cu torques, cu motive unghiulare și excizii fine, umplute cu alb.
- “la sud de sat la circa 100 m sud-vest de Ferma Zootehnică, așezare cu ceramică din sec. IV e.n.
- “Chiscul Sărăcuței. La circa 600 m sud de pârâul Pocreaca, în grădina locuitorului Leancă Ioan, așezare din sec. XI – XII, cu ceramică din pastă aspră, cu scoică pisată, decorată cu pieptenele, de tip Răducăneni.”
În epoca neolitică (5500 – 2500 î.e.n.) la triburile din interiorul arcului carpatic și la cele din est de munți lucrările de apărare completau protecția naturală oferită de pantele înălțimilor sau teraselor pe care erau situate așezările umane; elementul principal de apărare al așezărilor umane îl constituiau șanțurile. Unele așezări erau apărate de un sistem compus din două șanțuri paralele cu dimensiunile maxime de 2 – 2,5 m adâncime și 6 – 8 m lărgime, cu profilul în formă de pâlnie sau de “V” cu fundul rotunjit. “Deși mai rar, se folosesc și în această zonă valurile de apărare ca la așezările de la Rădășeni (jud. Suceava).”De asemenea “Harta arheologică a României” indică localitățile în care au fost descoperite urme materiale ale diferitelor tipuri de culturi, inclusiv cultura tip Hallstatt.15. Pe această hartă este menționată și localitatea Pocreaca, sat în care au fost identificate elemente ale culturii tip Hallstatt A și B.
Cultura tip Hallstatt este denumirea dată primei perioade a epocii fierului când dispar cenușarele și se cunosc în schimb întinse așezări de bordeie, unele întărite cu valuri de pământ, așa cum s-a constatat a fi și așezarea de la Cetățuia-Pocreaca, considerată de specialiști așezare fortificată neolitică.
„Cetatea de pământ de la Pocreaca face parte din categoria fortificațiilor din prima epocă a fierului, larg răspândite pe teritoriul României, a căror amplasare se bazează mai ales pe apărarea naturală oferită de teren, de obicei un platou înalt sau promontoriu cu pante abrupte, la care se adăugau elemente artificiale de tip val cu palisadă și șanț. În porțiuni mai puțin abrupte, de regulă, șanțul era mai adânc și valul mai înalt. Cercetările arheologice efectuate în campania din anii 1991-1994 la Cetățuia – Pocreaca au stabilit că fortificația hallstattiană de la Pocreaca, punctul Cetățuia, prin caracteristicle sale, oferă în primul rând imaginea unei cetăți de refugiu și apărare, utilizată cu precădere în momente critice care au impus construierea lucrărilor de apărare în două etape. Lipsa unor complexe de tipul locuințelor de suprafață sau a bordeielor poate fi pusă nu numai pe seama distrugerilor mai vechi și mai noi, ori a săpăturilor reduse ca suprafață întreprinse, ci mai degrabă prin caracterul puțin intens a locuirii de aici, cetatea fiind utilizată, în primul rând ca loc de apărare și refugiu. Această particularitate iese mai mult în evidență de existența unor așezări deschise ce gravitau în jurul fortificației. O primă locuire se afla în continuarea cetății, la N – NV, pe dealul Nemțoaica, unde prin cercetări de suprafață au fost găsite fragmente ceramice tip Cozia. Altă așezare se afla pe coastele de vest ale dealului Burduganul în punctul Ciobănești, vizavi de latura de E – NE a Cetățuii. Locuitorii acestor două așezări deschise au utilizat inițial locul de pe Cetățuia, întărit în mod natural și ulterior artificial cu șanțuri de apărare, valuri și palisade, pe latura de S – SV, iar în a doua etapă au procedat la fortificarea completă a platoului.”